# Liste der denkmalgeschützten Objekte in Sulz (Vorarlberg)
Die Liste der denkmalgeschützten Objekte in Sulz enthält die denkmalgeschützten, unbeweglichen Objekte der Gemeinde Sulz.

## Denkmäler
| Foto |                 | Denkmal                                                                                | Standort                            | Beschreibung | Metadaten |
| ---- | --------------- | -------------------------------------------------------------------------------------- | ----------------------------------- | --- | --- |
| ja   | Datei hochladen | Pfarrhof Jergenberg HERIS-ID: 56322 Objekt-ID: 65587                                   | Jergenberg 1 Standort KG: Sulz      | Das Gebäude wurde bereits vor 1600 als Ansitz eines Feldkircher Patriziergeschlechts errichtet. Die ausgeprägte Hanglage bedingt einen zweigeteilten Baukörper mit dreigeschoßigem Südteil und tiefer liegendem viergeschoßigem Nordtrakt. Der Südteil wurde von 1840 bis 1842 zum Pfarrhof umgebaut, verlor dabei allerdings seine Renaissancefassade. | BDA-Hist.: Q38071350 Status: § 2a Stand der BDA-Liste: 2025-06-30 Name: Pfarrhof Jergenberg GstNr.: .52/1 Ansitz Jergenberg                                     |
| ja   | Datei hochladen | Kath. Pfarrkirche hl. Georg HERIS-ID: 56323 Objekt-ID: 65588                           | Jergenberg 2 Standort KG: Sulz      | 1903/1904 wurde nach den Plänen des Baumeisters Josef Schöch eine neue Kirche erbaut und 1905 geweiht. 1960 war eine Restaurierung. Von 1970 bis 1972 wurde mit dem Bildhauer und Architekten Willi Buck die Kirche neu gestaltet. | BDA-Hist.: Q27780666 Status: § 2a Stand der BDA-Liste: 2025-06-30 Name: Kath. Pfarrkirche hl. Georg GstNr.: 240 Pfarrkirche Hl. Georg (Sulz)                    |
| ja   | Datei hochladen | Ehem. Gasthaus Freihof mit Nebengebäuden HERIS-ID: 75154 Objekt-ID: 88629              | Schützenstraße 14 Standort KG: Sulz | Zu den ältesten Teilen des Gasthauses gehören mehrere Gewölbekeller, eine Backstube und das Obergeschoß mit den früheren Gästezimmern. Die Gaststube im Untergeschoß wurde weitgehend in ihrem Originalzustand belassen. Im 15. Jahrhundert erhielt das Gasthaus den Titel „Freihof“.                                                                   | BDA-Hist.: Q38138377 Status: Bescheid Stand der BDA-Liste: 2025-06-30 Name: Ehem. Gasthaus Freihof mit Nebengebäuden GstNr.: .19 Freihof Sulz                   |
| ja   | Datei hochladen | Gasthaus, Altes Gericht, Doppelwohnhaus „Schmiedhaus“ HERIS-ID: 33557 Objekt-ID: 31156 | Taverneweg 1 Standort KG: Sulz      | Der Ursprung des sogenannten Schmiedhauses wird im 16. Jahrhundert vermutet. Der dreigeschoßige Bau hat einen quadratischen Grundriss, ein flach geneigtes Satteldach und ein großteils gemauertes Erdgeschoß. An der Stirnseite ist es durch zwei Rundbogenportale zugänglich.                                                                         | BDA-Hist.: Q37952709 Status: Bescheid Stand der BDA-Liste: 2025-06-30 Name: Gasthaus, Altes Gericht, Doppelwohnhaus „Schmiedhaus“ GstNr.: .66 Schmidhaus (Sulz) |